# خاباروفسك كراي
خاباروفسك كراي هي إحدى الكيانات الفدرالية في روسيا. وتحوي المدن والقرى التالية: أمورسك،
بيكين،
خاباروفسك،
كومسومولسك-نا-أموري،
نيكولايفسك-نا-أمور،
سوفتسكايا غافان،
فيازيمسكي،

## توأمة
لخاباروفسك كراي اتفاقيات توأمة مع:
- هيوغو (18 أبريل 1969 - )